# Visconde de Meneses
Visconde de Meneses é um título nobiliárquico criado por D. Maria II de Portugal, por Decreto de 20 de Junho de 1851, em favor de José António de Miranda Pereira de Meneses.

## Titulares
1. José António de Miranda Pereira de Meneses, 1.º Visconde de Meneses;
2. Luís de Miranda Pereira de Meneses, 2.º Visconde de Meneses.